# Tremestieri Etneo
Tremestieri Etneo ist eine italienische Gemeinde und Stadt der Metropolitanstadt Catania in der Autonomen Region Sizilien mit 19.397 Einwohnern (Stand 31. Dezember 2023).

## Lage und Daten
Tremestieri Etneo liegt 10 km nördlich von Catania am Südhang des Ätnas. Die Einwohner arbeiten hauptsächlich in der Landwirtschaft sowie im Kunsthandwerk.
Die Nachbargemeinden sind Catania, Gravina di Catania, Mascalucia, Pedara, San Giovanni la Punta, San Gregorio di Catania und Sant’Agata li Battiati.

## Geschichte
Das genaue Alter der Stadt ist unbekannt. Archäologische Funde belegen, dass das Gebiet von Tremestieri Etneo schon in der Antike bewohnt war. Der Name hat möglicherweise seine Wurzeln in der lateinischen Bezeichnung Triamonasteria. Die Region wurde mehrfach durch Lavaströme des Ätna in Mitleidenschaft gezogen, so in den Jahren 122 v. Chr., 1381 und 1408. Die Erdbeben von 1169 und 1693 zerstörten die Siedlung jeweils sehr stark.
In einer päpstlichen Urkunde wurde die Kirche De Tribus Monasteriis 1446 zur Pfarrei erklärt. 1641 erwarb der Kaufmann Andrea Massa das Gut von Tremestieri, das bis dato Catania gehörte, und den Titel "Herzog von Tremestieri". Fünf Jahre später trat Massa den Titel, nicht aber den Landbesitz, an den Adeligen Pietro de Gregorio Buglio ab. Durch Heirat ging eine Generation später der Titel auf die Familie Rizarri über, die ihn noch heute führt.
1874 wurde dem Namen der Stadt Tremestieri das Adjektiv "Etneo" hinzugefügt, um sie von einer gleichnamigen Stadt in der Nähe Messinas zu unterscheiden. Ab den 1960er Jahren wuchs die Bevölkerungszahl des Orts unverhältnismäßig stark an. Grund dafür sind zahlreiche Neubauten, darunter viele illegal errichtete Häuser, zunächst vor allem in der Fraktion Canalicchio, später auch in anderen Außenbezirken der Gemeinde.

## Sehenswürdigkeiten
- Pfarrkirche, geweiht der Madonna della Pace